# Patrick Rossi Gastaldi
Patrick Rossi Gastaldi (Ventimiglia, 24 aprile 1954) è un attore teatrale, regista teatrale, mimo e personaggio televisivo italiano, noto al pubblico di Canale 5 come docente di recitazione degli allievi della scuola-spettacolo Amici di Maria De Filippi.

## Biografia
Ha iniziato la sua carriera come mimo per poi nel 1975 intraprendere quella di attore fino al 1985 sotto la guida di Luca Ronconi e Giancarlo Cobelli. Nei primi anni novanta è diventato regista teatrale, dirigendo attori ed attrici come Lauretta Masiero, Valeria Valeri, Anna Proclemer, Johnny Dorelli e Franca Valeri, in spettacoli suoi e di altri autori contemporanei.
È diventato famoso tra i giovani soprattutto dopo il programma tv Amici di Maria De Filippi, in onda su Canale 5, in cui ha ricoperto il ruolo di insegnante di recitazione.
Durante la sua carriera d'attore ha vinto anche il premio Maschera d'oro Idi per l'interpretazione de L'altro di Aldo Nicolaj.